# Tiriba-fogo
O tiriba-fogo (Pyrrhura devillei) é uma espécie de ave da família Psittacidae.
Pode ser encontrada nos seguintes países: Bolívia, Brasil e Paraguai.
Os seus habitats naturais são: florestas secas tropicais ou subtropicais e florestas subtropicais ou tropicais húmidas de baixa altitude.